# Kattenburgerbrug
De Kattenburgerbrug (brug 274) is een basculebrug in Amsterdam-Centrum. De brede verkeersbrug vormt de verbinding tussen aan de ene kant de Prins Hendrikkade en het Kadijksplein (beide zuidwest) en aan de andere kant de Kattenburgerstraat, Kattenburgerplein en de Kattenburgergracht (noordoost). Onder de brug loopt de scheidslijn tussen het Oosterdok en de Nieuwe Vaart. Direct ten noorden van de brug ligt het Scheepvaartmuseum, direct ten zuiden het Zeemanshuis (voormalige Kweekschool voor de Zeevaart).

## Geschiedenis
Er ligt hier al een brug sinds de tweede helft van de 17e eeuw. Stadsarchitect Daniël Stalpaert tekende hier al een brug in op de grens tussen zijn ontwerp voor de stad tussen Amstel en de Nieuwe Vaert en Kattenburg. Gerrit de Broen tekende op zijn plattegrond uit 1737 een dubbele ophaalbrug in en vermeldde ook al haar naam "Kattenburgs Brug" bij het "'s Lands Magazyn" op het "Kattenburgs Pleyn". Die brug is ook te vinden op een schilderij van Jonas Zeuner uit eind 18e eeuw.
In 1876 werd de ophaalbrug vervangen door een gelijkarmige draaibrug met twee aanbruggen. Zij had een doorvaartbreedte van 17,25 meter met voor de grote vaart helaas het draaipunt in het midden met een aanvaarbeveiliging. Die brug was geleverd door Paul van Vlissingen (Stoom- en andere Werktuigen). De Nieuwe Vaart was toen een belangrijke binnenhaven met bijvoorbeeld de NSM. De draaibrug werd ontworpen door de Dienst der Publieke Werken waar toen Bastiaan de Greef en Willem Springer werkten. De versieringen op de brug hadden daarom iets weg van hun beider magnum opus, de Blauwbrug. De firma die de brug leverde was verderop gevestigd aan de Oostenburgergracht en zou later uitgroeien tot Werkspoor.
Er bestond van 1882 tot 1897 ook een stopplaats Kattenburgerbrug, doch deze lag ten noorden van Kattenburg, aan de Oosterspoorweg. Tussen 1878 en omstreeks 1950 lag er ten oosten van de Kattenburgerbrug een spoorwegemplacement langs de Nieuwe Vaart (emplacement Oostenburgergracht). Langs de kade lag nog geen weg, alleen een smalle straat langs de zuidelijke grens van de bebouwing; verder kon het verkeer alleen naar het noorden via de smalle Grote Kattenburgerstraat naar het IJ.
In 1931 wilde gemeente Amsterdam de verkeersstromen hier aanpassen met het "Voorlopig schema van verkeersverbeteringen in de binnenstad". Het was een project van jaren om het verkeer alleen langs de noordrand van de binnenstad beter te laten doorstromen. Oorspronkelijk zou het tracé dwars door 's Lands Zeemagazijn leiden. Het duurde nog vele jaren voordat alles uitgevoerd was. In de jaren na de oorlog werd het spoorwegemplacement opgebroken en kwam er in 1952 een brede asfaltweg. Dit werd een belangrijke uitvalsweg (de 'Eilandenboulevard') vanuit het centrum naar Amsterdam-Oost.
In 1962 ontwierp architect Dick Slebos (werkend voor van Publieke Werken) een groot verkeerssysteem, met twee brede verkeersbruggen in een stompe hoek. De eerste werd de Kortjewantsbrug (brug 487), de tweede de Kattenburgerbrug. De bruggen zijn dan ook voor wat betreft ontwerp zusjes van elkaar. Om het verkeer voldoende ruimte te geven werd ook een deel van het Oosterdok aangeplempt. De nieuwe Kattenburgerbrug werd net ten oosten van de draaibrug gebouwd. Het val van uiteindelijk 27 meter breed en 15 meter lang, werd in delen aangebracht met behulp van een kraan op een ponton. Een elektromotor van 48 pk was nodig om de brug in beweging te krijgen. Tussen beide genoemde bruggen kwam voorts een brugwachtershuisje, waar vanuit deze twee bruggen maar ook bijvoorbeeld de Scharrebriersluis bediend konden worden. Slebos voerde scheiding door tussen snel en langzaam verkeer, vandaar dat onder de Kattenburgerbrug tevens een voetpad werd geconstrueerd met trappen. In later jaren trokken deze onderdoorgangen allerlei gespuis aan, daarom werden zij afgesloten.
De brug verwerkte in de jaren na oplevering steeds minder verkeer, de brug had daardoor dus een grotere capaciteit dan nodig. Om het autoverkeer terug te dringen werd de weg versmald en het verkeer verplaatst naar de noordelijker gelegen verbrede Piet Heinkade.

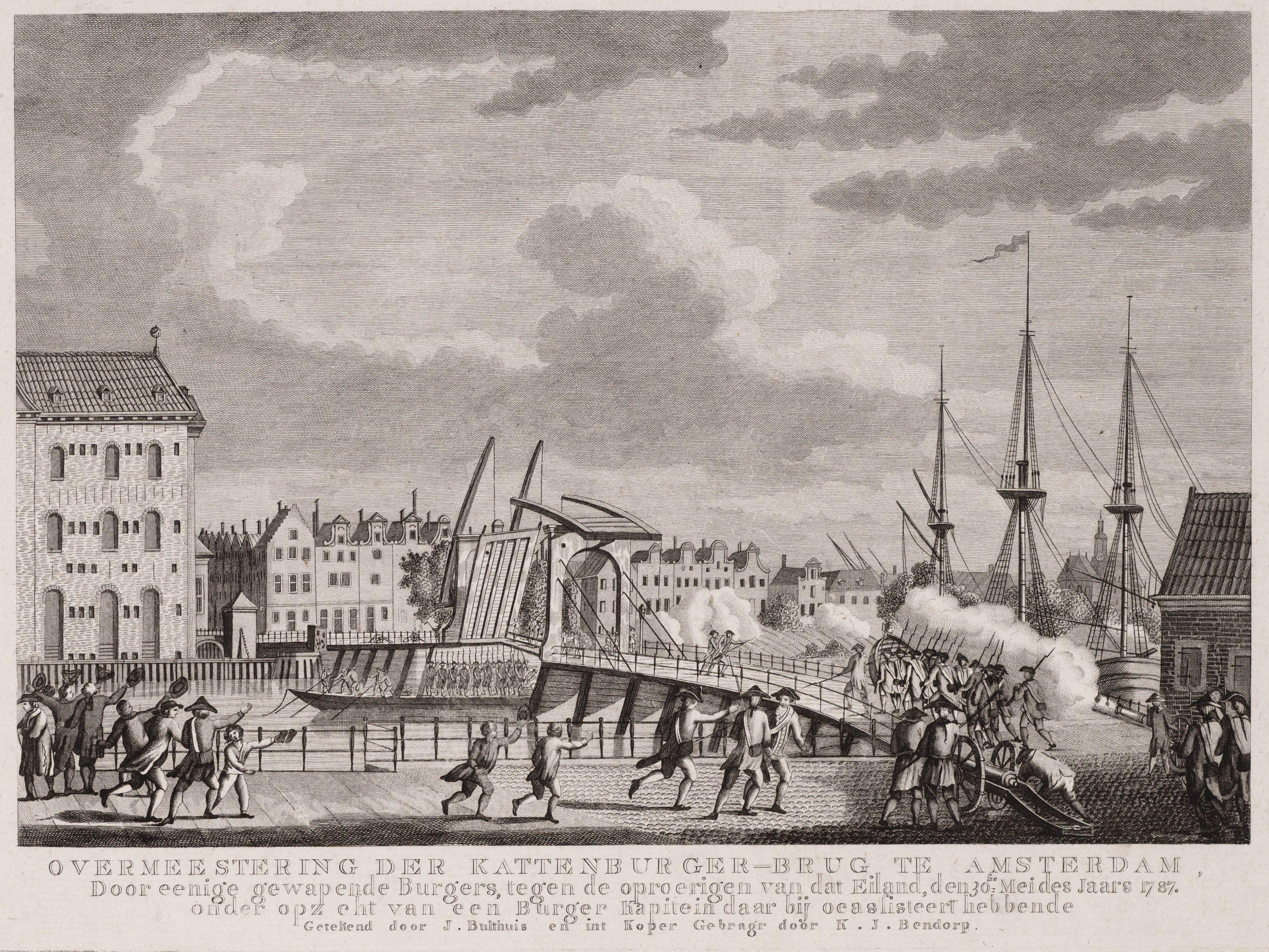
Gevecht bij de Kattenburgerbrug tussen patriotten en Orangisten gezien van de IJ-gracht naar het Kattenburgerplein op 30 mei 1787.
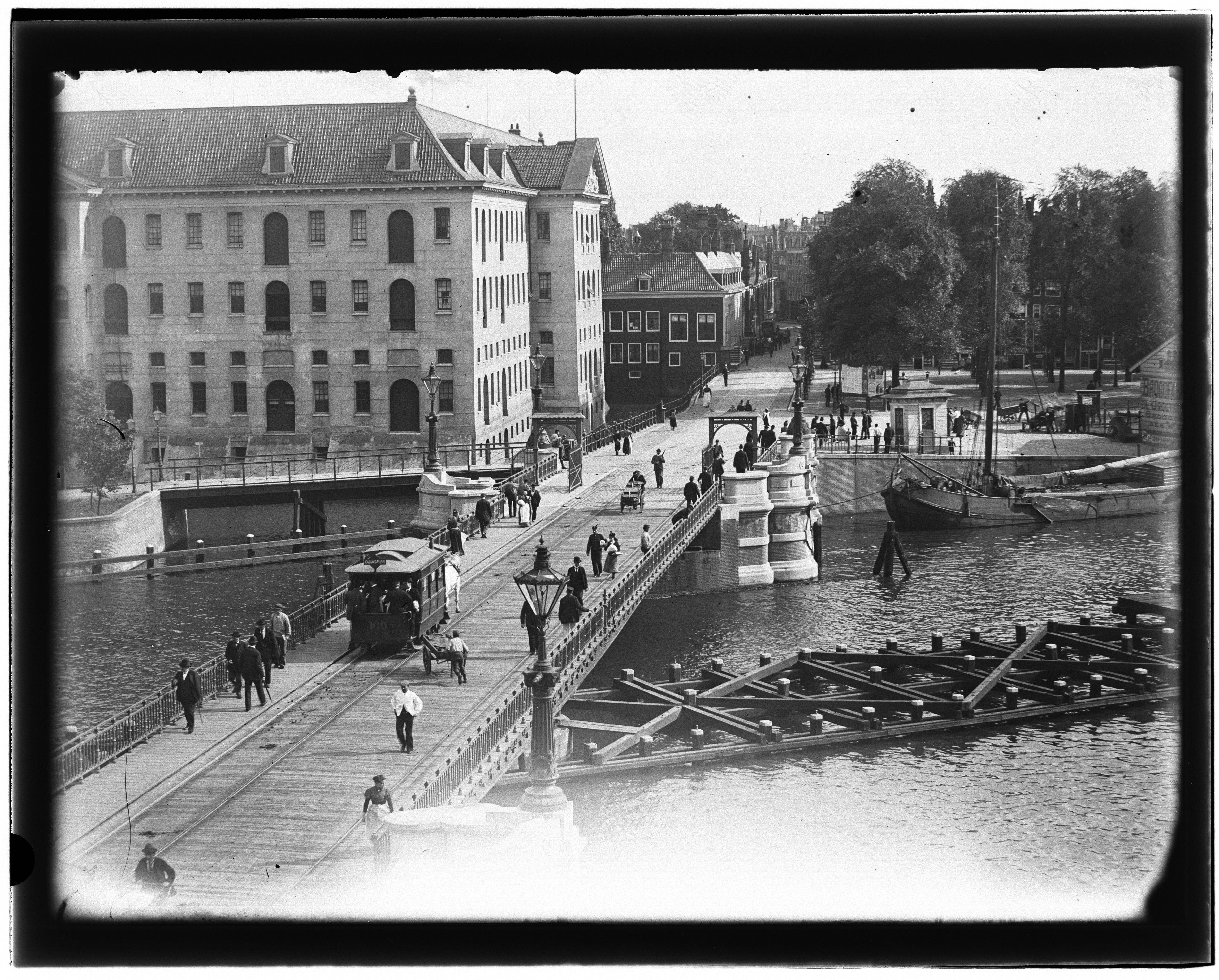
De Kattenburgerbrug met een paardentram; 1899.
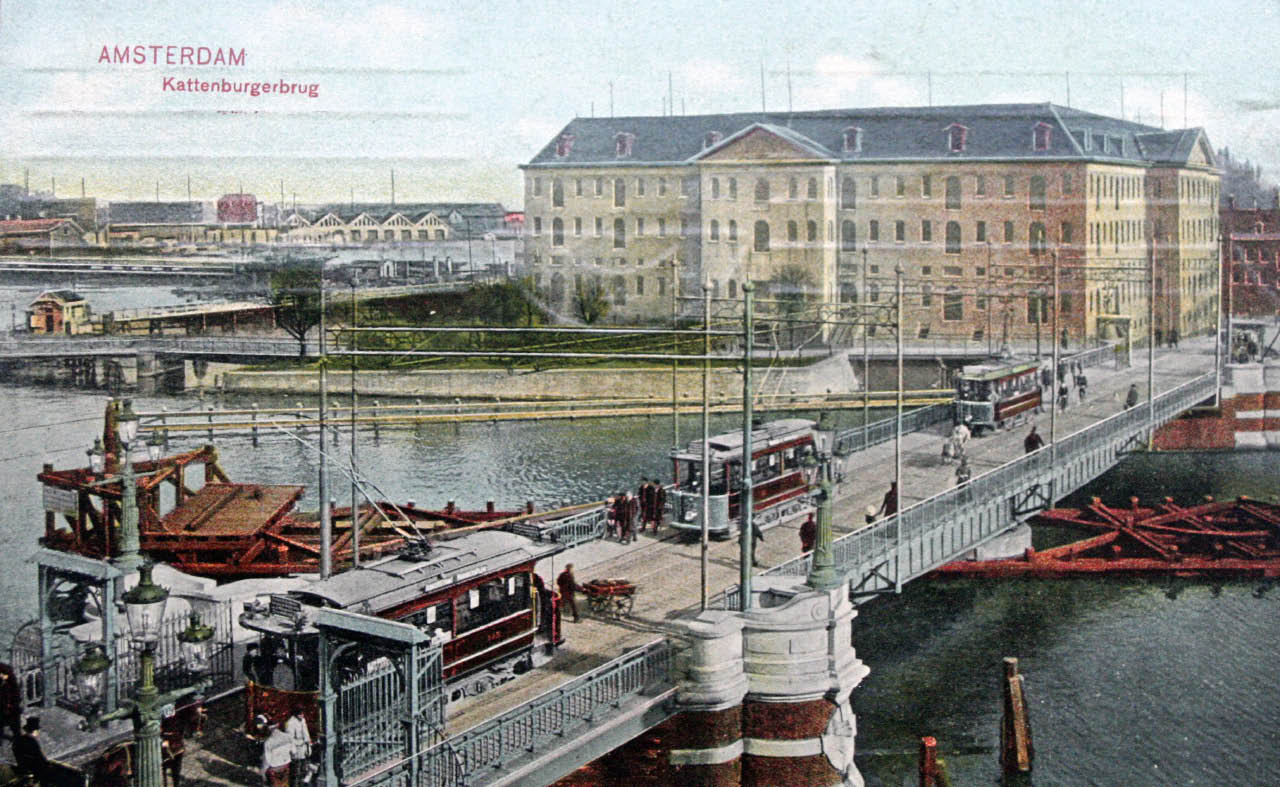
De Kattenburgerbrug met elektrische trams; circa 1906.

<<< · 200 · 201 · 202 · 203 · 204 · 205 · 206 · 207 · 208 · 209 ·  210 · 211 · 212 · 213 · 214 · 215 · 216 · 217 · 218 · 220 · 221 · 222 · 223 · 224 · 225 · 226 · 227 · 228 · 228P · 229 · 230 · 231 · 232 · 233 · 234 · 235 · 236 · 237 · 238 · 239 ·  240 · 241 · 242 · 243 · 244 · 245 · 246 · 247 · 248 · 249 ·  250 · 251 · 252 · 253 · 254 · 255 · 256 · 257 · 258 · 259 · 260 · 261 · 262 · 263 · 264 · 265 · 266 · 267 · 270 · 271 · 272 · 273 · 274 · 275 · 277 · 278 · 279 · 280 · 281 · 283 · 285 · 286 · 287 · 288 · 289 · 290 · 291 · 292 · 293 · 295 · 296 · 297 · 298 · 299 · >>>
Brugnummers 219, 268, 269, 276, 282, 284, 294 zijn niet (meer) in omloop.